# アニー・ライオン・ハウ
アニー・ライオン・ハウ（Annie Lyon Howe、1852年1月12日 - 1943年10月25日）は、アメリカ合衆国の宣教師、保育者、教育者。宣教師として来日。フリードリッヒ・フレーベルの幼稚園教育を日本に伝え、1889年（明治22年）、兵庫県神戸市中山手通5丁目に頌栄幼稚園頌栄保姆伝習所（1935年、頌栄保育専攻学校、1950年頌栄短期大学と改称)を設立した。

## 生涯
アニー・ライオン・ハウは、1852年アメリカ・マサチューセッツ州ボストン郊外ブルックラインに生まれ、幼いころに一家でシカゴ郊外のロングウッドに移住し開拓農業に従事した。1867年ロックフォード女子専門学校（現・ロックフォード・カレッジ、en:Rockford University）音楽科を卒業後、さらに音楽の研修に励んだが、妹メアリーに影響され、シカゴ・フレーベル協会保母養成所（1874年設立）に学び保母資格を取得した。貧困家庭の子女のために設けられた幼稚園で1878年からメアリーとともに勤務。日本に来るまでの9年間、保育に携わり園長も勤めた。
1887年（明治20年）12月21日、アメリカン・ボードの宣教師として横浜に上陸。その後、海路で神戸へ。神戸ステーション宣教師団と神戸キリスト教青年会（YMCA）が共同で開校した神戸英語学校で英語とピアノを教えた。また、個人的な英語指導や教会オルガニストとしての仕事も受けた。当時の神戸には、既に三つの私立幼稚園があったが（神戸・兵庫・間人(はしうど)）、ハウはその教師たちのためにフリードリヒ・フレーベルの教育遊具（恩物）の指導や幼児の歌を紹介。ハウが展開したフレーベリズムは、形式と理論と方法の紹介に留まらず、フレーベルによって育まれたキリスト教の深い信仰と結びついたものであった。
1889年（明治22年）10月22日、頌栄保姆伝習所が開所。入学者中4名の者は学生として学びつつ、同年11月4日に開園した頌栄幼稚園で保育者として働いた。第1回入学生に神戸英和女学校（現・神戸女学院）卒業の杉浦信子（第1期生）と和久山きそ（第3期生）がいた。杉浦は牧師の夫人で高知より、2人の子どもを連れて神戸に来て、ハウの日本語教師兼通訳を勤めた。和久山は、杉浦の勧めで同志社女学校の教師を辞めて入学、幼稚園の保姆も務め、ハウの著作の翻訳も助けた。ハウは 35 歳で来日以来、約40年にわたって教育の業に尽くし、1927年（昭和2年）引退して帰国。和久山がハウ引退後の7年間、頌栄幼稚園園長及び、頌栄保母伝習所所長を務めた。1943年10月25日ニューヨーク州ロチェスターにて91歳で死去した。彼女は、イリノイ州クック郡のフォレストパークのフォレスト・ホーム墓地(Forest Home Cemetery)に埋葬された。1940年ハウは日本での教育功労が認められ、天皇より藍綬褒章が授与された。

## 著作
- 『幼稚園唱歌集』(ハウ編、1892年)
- 『保育学初歩』(ハウ編、1893年)
- 『クリスマス唱 歌』(ハウ編、1894年)
- 『七少姉妹』（アンドリュー著・名地理入門、坂田幸三郎訳、1895年）
- 『母の遊戯および育児歌上・下』（フレーベル著、ハウ訳、1897年）
- 『人の教育』（フレーベル著・ハウ訳、1898年）